# 威廉斯多夫
威廉斯多夫是德国巴登-符腾堡州的一个市镇。总面积38.10平方公里，总人口4809人，其中男性2425人，女性2384人（2011年12月31日），人口密度126人/平方公里。